# کای وایت
کای وایت (انگلیسی: Kye Whyte؛ زادهٔ ۲۱ سپتامبر ۱۹۹۹) دوچرخه‌سوار اهل بریتانیا است.
وی در مسابقات کشوری و بین‌المللی در مجموع برندهٔ ۱ مدال نقره شده‌است.